# Mulheres na Igreja Católica
Na história da Igreja Católica, as mulheres leigas e religiosas desempenharam uma variedade de papéis e a Igreja teve um impacto significativo nas atitudes sociais em relação às mulheres em todo o mundo. As mulheres constituem a maioria dos membros da vida consagrada na Igreja Católica: em 2010, havia cerca de 721 935 mulheres dedicadas à vida consagrada.

## Perspectiva bíblica
Mulheres proeminentes na vida da igreja são figuras do Antigo Testamento, a Virgem Maria, e as mulheres seguidoras de Jesus nos Evangelhos. Algumas mulheres influentes foram teólogas, abadessas, monarcas, missionárias, místicas, mártires, cientistas, enfermeiras, gestoras de hospitais, educadoras e freiras, muitas das quais foram canonizadas e integradas em santos católicos. A maternidade recebe um lugar de destaque dentro da fé católica, sendo Maria, a Mãe de Jesus, oficialmente proclamada Rainha dos Céus. A função especial e a devoção a Maria e às Devoções Marianas têm sido um tema central da arte católica. Em vez disso, a personagem Eva no Jardim do Éden e outras histórias bíblicas influenciaram o desenvolvimento de uma ideia ocidental das mulheres como fonte de tentação.
Os Evangelhos sugerem que Jesus quebrou as convenções ao fornecer instrução religiosa diretamente às mulheres. Embora os Doze Apóstolos fossem todos homens, e haja muito debate sobre as crenças dos líderes predominantes na igreja primitiva e de figuras como Paulo de Tarso, sabe-se que as mulheres eram membros ativos na propagação inicial do Cristianismo. Existem muitos santos e mártires e muitas devoções foram iniciadas por mulheres. As abadessas medievais gozavam de considerável influência e poder, e as religiosas desempenharam um papel importante no catolicismo em conventos e abadias, e particularmente no estabelecimento de escolas, hospitais, orfanatos e centros de devoção, e através de institutos religiosos de freiras ou irmãs, comoas Beneditinas, as Dominicanas, as Irmãs de São Francisco, as Irmãs de Loreto, as Irmãs da Misericórdia, as Irmãzinhas dos Pobres, as Irmãs Irmãs de São José do Sagrado Coração, e as Missionárias da Caridade. No início século XXI, o maior de todos os institutos religiosos femininos é o Instituto das Filhas de Maria Auxiliadora, com cerca de 14.000 membros. As vocações religiosas das mulheres têm diminuído na Europa, na Oceânia e no continente americano, mas aumentaram na Ásia e na África.

## Perspectiva educacional
Através da promoção da aprendizagem institucionalizada, a Igreja Católica produziu muitas das primeiras mulheres cientistas e acadêmicas da história, incluindo as médicas Trotula de Salerno ( século XI ) e Dorotea Bucca (falecida em 1436). Menções notáveis são os nomes da anatomista Alessandra Giliani (falecida em 1326), da filósofa Elena Piscopia (falecida em 1684) e da matemática Maria Gaetana Agnesi (falecida em 1799). Quatro mulheres são homenageadas como Doutoras da Igreja : a mística alemã Hildegarda de Bingen, a mística espanhola Santa Teresa de Ávila, a mística italiana Catarina de Sena, e a freira francesa Teresa de Lisieux. Outras mulheres católicas alcançaram proeminência internacional através de trabalhos de caridade e campanhas de justiça social – como a pioneira do hospital St. Marianne Cope, Madre Teresa que serviu os pobres da Índia, e a ativista contra a pena de morte Helen Prejean.

## Influências da igreja
A Igreja Católica influenciou as condições das mulheres de diversas maneiras: condenando o infanticídio, o divórcio, o incesto, a poligamia e considerando a infidelidade conjugal dos homens tão pecaminosa quanto a das mulheres.   A Igreja considera o aborto e os contraceptivos pecaminosos, o que implica limites às prerrogativas reprodutivas das mulheres. O papel das mulheres na Igreja tornou-se uma questão controversa na ideologia católica. O efeito global do Cristianismo sobre as mulheres é uma questão de debate histórico – promoveu sociedades patriarcais, mas minou o fosso entre homens e mulheres. A instituição do convento ofereceu um espaço de poder, influência e autogoverno feminino ao longo dos séculos. Segundo alguns críticos modernos, a hierarquia católica predominantemente masculina e a rejeição da ordenação de mulheres ao sacerdócio implicam um estatuto de “inferioridade” para as mulheres. O novo feminismo e ateologia feminista refletem extensivamente sobre as atitudes católicas em relação às mulheres, embora também deva ser dito que a Igreja defende firmemente a dignidade dos homens e das mulheres, uma vez que ambos são criaturas de Deus.
O Papa João Paulo II, nas suas cartas Mulieris Dignitatem de 1988 e Carta às Mulheres de 1995, fala da complementaridade entre homens e mulheres, entre outros temas.

## Desenvolvimento histórico

### Cristianismo primitivo

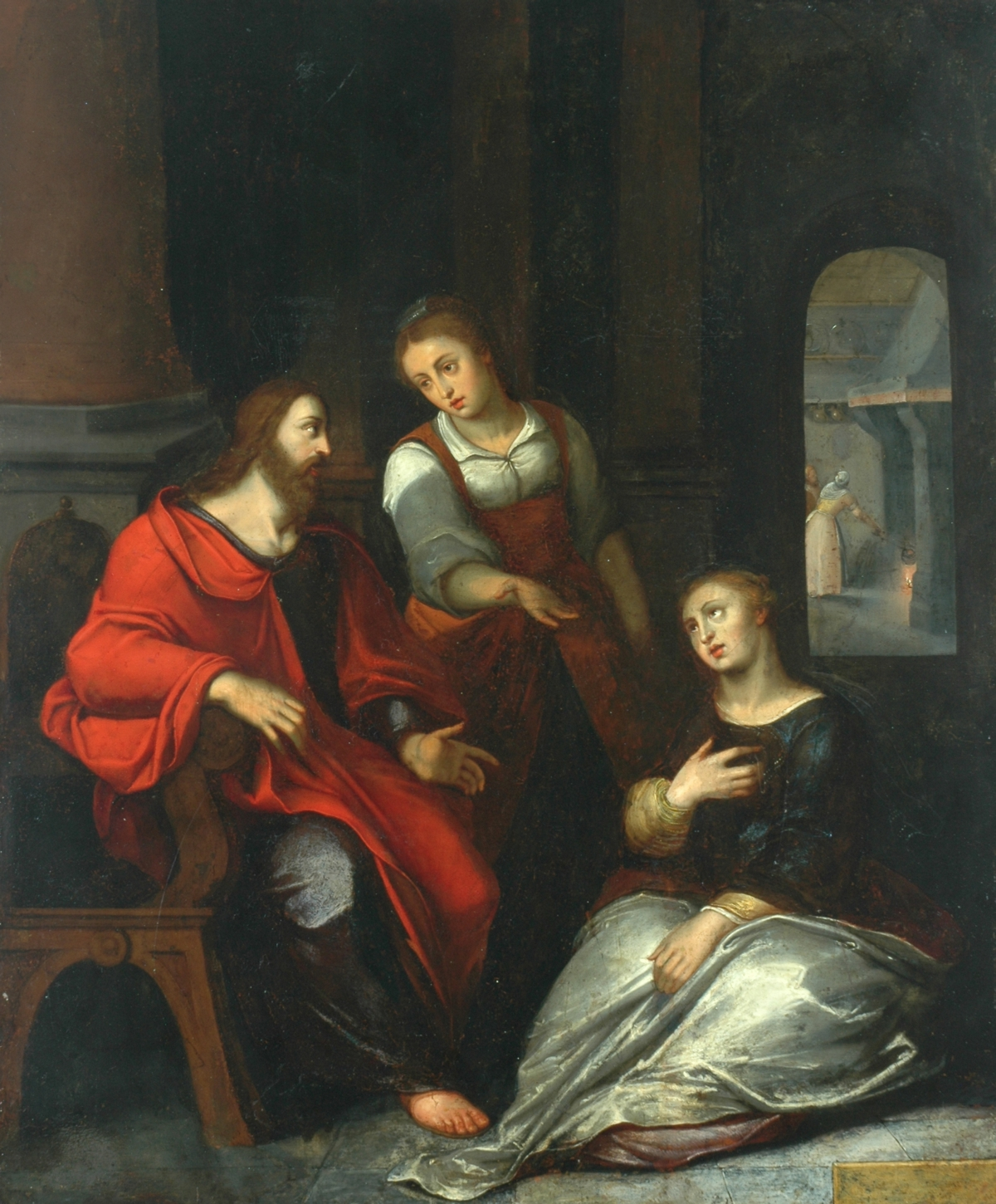
Cristo na Casa de Marta e Maria de Otto van Veen. Quebrando as convenções de sua época, Jesus deu instrução religiosa às mulheres.

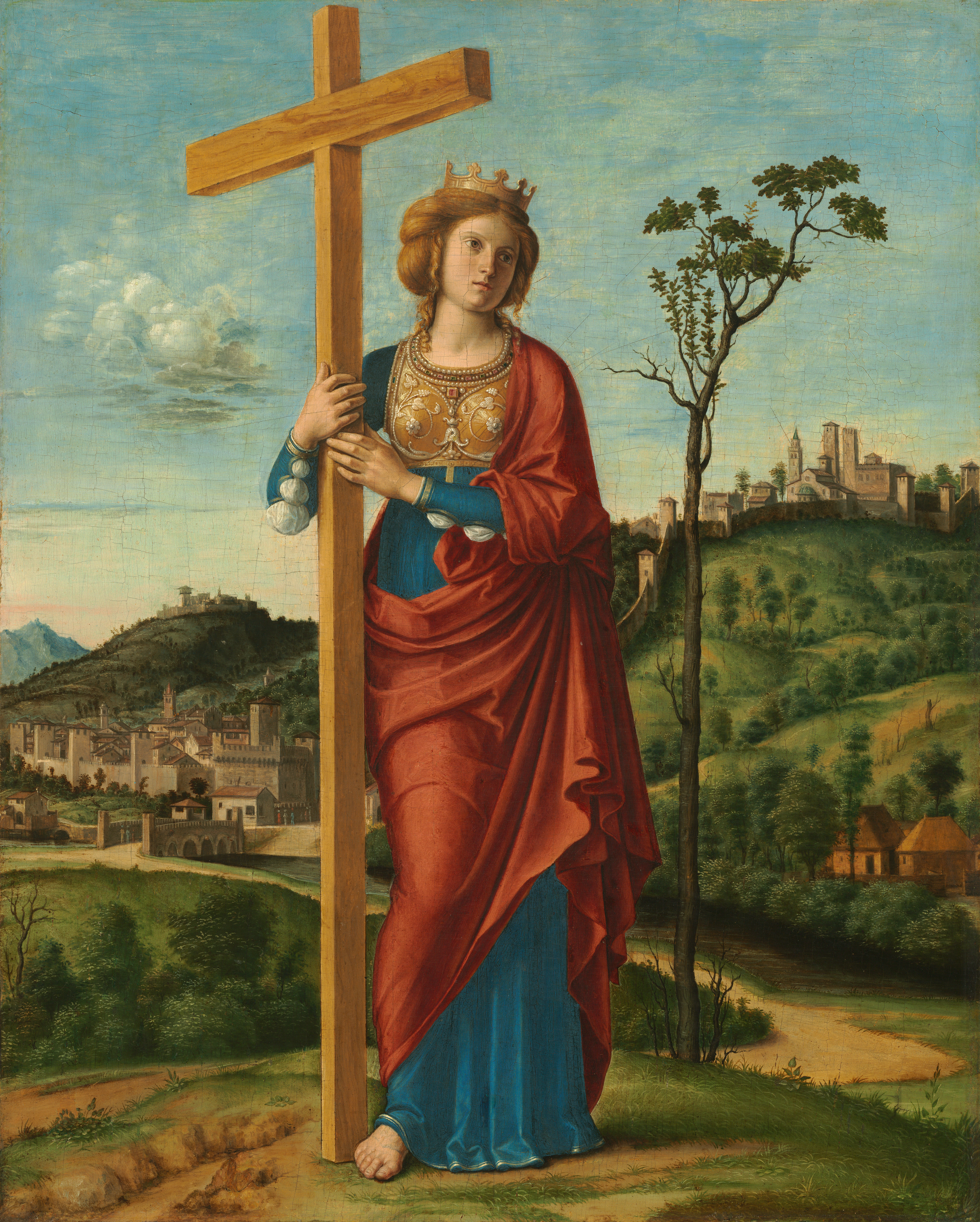
Santa Helena, mãe do imperador Constantino, cuja conversão ao cristianismo mudou o curso da história mundial.

A Igreja diz que Cristo nomeou apenas apóstolos do sexo masculino (do grego apostello “enviar”). Mas o Novo Testamento também se refere a várias mulheres do círculo próximo de Jesus, nomeadamente a sua mãe, Maria (a quem a Igreja Católica reserva um lugar privilegiado de veneração) e Maria Madalena, que descobriu o túmulo vazio de Cristo. Além deles, entre os seguidores de Jesus, são citadas Maria e Marta de Betânia, Maria de Cléofas, Joana de Cusa, Susana e Salomé, mãe de Tiago e João.
O Novo Testamento é representativo das atitudes da igreja em relação às mulheres. Entre as histórias de Jesus mais famosas que abordam diretamente um tema de moralidade e mulheres está a história de Jesus e da mulher pega em adultério, nos versículos 7,53–8,11 do Evangelho de João. A passagem descreve um confronto entre Jesus e os escribas e fariseus sobre se uma mulher, pega em ato de adultério, deveria ser apedrejada até a morte. Jesus envergonha a multidão, fazendo-a dispersar, e impede a execução com as famosas palavras: “Aquele que dentre vós estiver sem pecado seja o primeiro a atirar a pedra”. Segundo a passagem, “os que ouviram isso, convencidos de sua própria consciência, foram embora um por um, começando pelos mais velhos até os últimos”, cabendo a Jesus voltar-se para a mulher e dizer: “Vá e não peques mais." Esta passagem teve imensa influência na filosofia cristã.
A própria atitude de Jesus para com as mulheres é encontrada na história de Jesus na casa de Marta e Maria. Os Evangelhos sugerem que Jesus rompeu com as convenções ao fornecer instrução religiosa diretamente às mulheres. Maria senta-se aos pés de Jesus enquanto ele prega, enquanto sua irmã trabalha na cozinha preparando comida. Quando Marta reclama com Maria que ela deveria ajudar na cozinha, Jesus diz: “Maria escolheu o que é melhor” (Evangelho de Lucas 10,38–42).
Segundo o historiador Geoffrey Blainey, as mulheres eram provavelmente a maioria entre os cristãos no século I depois de Cristo. O apóstolo Paulo do século I enfatizou uma fé aberta a todos na sua Carta aos Gálatas: «Não há judeu nem grego, escravo nem livre, homem nem mulher, porque todos vós sois um em Jesus Cristo».
Outros escritos atribuídos a Paulo parecem reconhecer a liderança das mulheres na Igreja primitiva (Romanos 16) e estabelecer limites para ela (1 Timóteo 2,12). Segundo o Livro dos Atos, a igreja primitiva atraiu um número significativo de mulheres; muitos deles foram proeminentes em culturas que deram às mulheres papéis maiores do que aqueles no Judaísmo e moldaram a igreja. De acordo com Alister McGrath, o cristianismo teve o efeito de minar os papéis tradicionais das mulheres e dos escravos de duas maneiras:
1. Ao afirmar que todos eram “um em Cristo”, independentemente de serem judeus ou gentios, homens ou mulheres, senhores ou escravos.
2. Afirmando que todos podem partilhar a comunhão cristã e o culto juntos, novamente independentemente do seu estatuto.

McGrath descreve a abordagem igualitária de Paulo como "profundamente libertadora" no sentido de que envolvia novas liberdades para as mulheres. McGrath comenta que, embora o cristianismo não tenha efetuado uma mudança imediata nas atitudes culturais em relação às mulheres, a influência do igualitarismo de Paulo foi "colocar uma bomba-relógio teórica abaixo delas". Ele afirma que, em última análise, “os fundamentos dessas distinções tradicionais seriam corroídos a ponto de não poderem mais ser mantidos”. Da mesma forma, Suzanne Wemple observa que, embora o cristianismo não tenha eliminado a discriminação sexual no final do Império Romano, ofereceu às mulheres "a oportunidade de se considerarem como personalidades independentes e não como filha, esposa ou mãe de outra pessoa".
Entre as mulheres comemoradas como santas destes primeiros séculos estão vários mártires que sofreram as perseguições cristãs no Império Romano, como Inês de Roma, Santa Cecília de Roma, Ágata da Sicília, e Blandina. Da mesma forma, Santa Mônica foi uma cristã piedosa e mãe de Santo Agostinho de Hipona que, após uma juventude rebelde, converteu-se ao cristianismo e tornou-se um dos teólogos cristãos mais influentes de toda a história.
Embora os Doze Apóstolos fossem todos homens, e haja muito debate sobre as crenças dos primeiros líderes da igreja como São Paulo, sabe-se que as mulheres foram muito ativas na propagação inicial do Cristianismo.
A tradição de uma forma ritual de consagração de mulheres virgens remonta século IV, embora seja amplamente aceito que os seus bispos transmitiram uma consagração mais informal às mulheres virgens que remonta ao tempo dos Apóstolos. O primeiro rito formal de consagração da virgindade conhecido é o de Santa Marcelina, datado de 353 d.C., mencionado em De Virginibus por seu irmão, Santo Ambrósio. Outra virgem consagrada é Santa Genoveva (c. 422 – c. 512).
Com a ascensão do cristianismo no Império Romano, diversas matronas romanas se destacaram dentro da igreja católica: entre elas temos Helena, Paula, Fabíola, Marcela, Elia Eudócia e Irene de Roma entre outras.

### Lenda negra de que a mulher não possuía alma na Idade Média
Durante a Idade Média, muitas mulheres tiveram grande influência (e poder) na promoção da Igreja naquela época, e cuja influência religiosa continua até hoje. Entre as mais destacadas destas mulheres (freiras e leigas) contamos Hildegarda de Bingen, Clara de Assis, Herrada de Landsberg, Juliana de Norwich, Matilda de Magdeburgo, Brígida de Kildare, Brígida da Suécia, Hadewijch de Antuérpia, Hilda de Whitby ou incluindo Catarina de Siena.
Entre as rainhas e nobres que incentivaram o catolicismo na Europa durante a Idade Média estavam Berta de Kent, Teodolinda, Clotilde, Tamara da Geórgia, Matilda de Ringelheim, Margarida da Escócia, Matilda de Canossa, Isabel de Portugal, Isabel da Hungria, Edwiges de Andechs, Edviges I da Polónia, Isabel de Castela, entre outras.
Apesar do que se acredita popularmente, havia mulheres nobres que controlavam seus bens em castelos e feudos em igualdade de condições com os nobres do sexo masculino; assim como no campo, as camponesas tinham tratamento equivalente ao dos camponeses. Ao mesmo tempo, já nessa época, surgiam mulheres e artesãs burguesas exercendo ofícios em corporações e serviços destinados apenas aos homens.

"El apogeo (de la mujer) correspondería a la era feudal, desde el siglo X hasta fines del siglo XIII [...]; es indiscutible que por entonces las mujeres ejercen una influencia que no pudieron tener ni las damas partidarias de La Fronda en el siglo XVII ni las severas anarquistas del siglo XIX.— Regine Pernoud

### Atualidade
No século XX diversas mulheres se destacaram na igreja, tanto freiras quanto religiosas, como Edith Stein e Teresa de Calcutá; bem como leigos e líderes, como Chiara Lubich, ou Dorothy Day.

## Mitos populares

### Idade Média
A noção de que a igreja negava a existência da alma nas mulheres, até o Concílio de Trento, surgiu de um mal-entendido semântico devido a mal-entendidos com a tradução da palavra " homo " para a língua falada nos ambientes acadêmicos medievais (latim), que em seu contexto original é geralmente entendido como "homem", incluindo masculino e feminino como "homens" (seres humanos) [com base no fato de que Deus havia criado o Homo (Ser Humano) como homem e mulher, como ensinaram teólogos medievais como Gregório de Tours], mas que muitos Enciclopedistas do Iluminismo (seja intencionalmente para provocar propaganda anticatólica, ou por acidente para incitar uma atmosfera de polemismo) apenas traduziram como "homem ", em seu significado masculino (que na verdade deveria corresponder ao termo " vir ", que significa masculino), e presumiam que a igreja havia negado o caráter humano às mulheres e, portanto, decretava sua ausência de alma.
O primeiro registro de que a Igreja Católica teria supostamente negado a alma de uma mulher veio de um escrito holandês anônimo, publicado no século XVI durante a Reforma Protestante (influenciada pelo pensamento renascentista sobre as mulheres), com base nas atas de um suposto Concílio de Mâcon de 486 (na verdade, um Sínodo provincial para discussão de questões eclesiásticas e não teológicas) em que teria sido levantada a questão de saber se a mulher tinha ou não alma, apesar de o estudo das atas deste famoso sínodo não revelar em nenhum momento que tal dilema tenha sido colocado. Portanto, o que os bispos discutiram foi o significado de uma palavra, e não a questão substancial de saber se as mulheres têm alma. Outros citam um suposto terceiro concílio de Nicéia em 585 (inexistente), no qual a existência da alma feminina foi decidida por votos (variando a narrativa se os resultados ficaram entre sim ou não). O historiador medievalista francês, Jean Verdon, argumenta que a misoginia eclesiástica foi um falso problema que inventou a narrativa dos historiadores anticlericais no século XIX através de citações medievais, anteriores ao Renascimento do século XII e retiradas do contexto, como prova das suas afirmações. A igreja desde o início reconheceu a sua alma e, com ela, os direitos naturais das mulheres como seres humanos.
O mito na América Latina foi amplamente propagado por artistas como Gabriel García Márquez e sua obra A incrível e triste história da sincera Eréndira e sua avó desalmada, Fernando Vallejo e sua obra La puta de Babilonia, bem como por cantores como José Alfredo Jiménez e Martín Urieta.  Internacionalmente, tais falsos temas foram difundidos através da literatura fantástica (Mídia na arte da Cultura Popular, como o cinema e os quadrinhos), bem como por tribos urbanas em blogs da internet, que retratam a Idade Média com o mito de que foi uma Idade das Trevas, onde quase todas as diferentes esferas sociais, políticas e/ou religiosas do mundo negaram às mulheres os seus direitos e que a igreja supostamente pregava que a opressão das mulheres era algo "natural" de acordo com o Gênesis, entre muitas outras farsas inventadas séculos atrás, durante o Iluminismo e a Renascença.Uta Ranke-Heinemann, teóloga liberal que apostatou da igreja, comenta que:

"Hay que decir con toda claridad que no es cierto que la Iglesia haya llegado a negar, incluso a dudar en algún momento, que las mujeres tengan alma o que sean seres humanos. Se escucha y se lee con frecuencia que en un concilio, concretamente en el segundo sínodo de Macon (585), se llegó a discutir si la mujer tiene alma. Eso no es exacto. No se habló en el concilio sobre el alma. Gregario de Tours, que asistió a ese sínodo, relata que un obispo planteó la pregunta de «si la mujer puede ser designada como homo». Se trata, pues, de una cuestión filológica que, a decir verdad, se suscitó por la valoración más alta que los hombres se habían atribuido: homo significa tanto hombre (ser humano) como varón. Todavía hoy es idéntico en todas las lenguas románicas y también en el inglés el término para hombre y varón. Si los varones acaparan para sí el término hombre, ¿qué queda para la mujer? ¿Es también ella un hombre-varón, un varón-hombre? Es claro que no se puede designada como varón. Informa Gregorio de Tours que los restantes obispos remitieron al interpelante al relato de la creación, según el cual Dios creó al ser humano (homo) como varón y mujer, así como también a la denominación de Jesús como Hijo del Hombre (filius hominis), a pesar de que él es, sin duda, «Hijo de la Virgen», es decir, hijo de una mujer. Mediante estas clarificaciones se dilucidó la pregunta: el término homo debe aplicarse también a las mujeres. Significa, junto al concepto de varón, también el de ser humano (Gregario de Tours, Historia Francorum 8,20)."— Uta Ranke-Heinemann
Por sua vez, a historiadora e medievalista francesa, Régine Pernoud, comentou esta afirmação: 
“Es decir, que durante siglos se ha bautizado y admitido en la Eucaristía a unos seres sin alma… ¿por qué no se hizo lo mismo con los animales? (...) Así pues, de ser cierto que la Iglesia consideraba a las mujeres criaturas sin alma, ¡durante siglos se habría bautizado, confesado y admitido a la eucaristía a seres sin alma! (...) es extraño entonces que los primeros mártires venerados como santos hayan sido mujeres y no hombres (...) En fin, ¿a quién creer: a los que reprochan precisamente a la Iglesia Católica medieval el culto de la Virgen María o a los que estiman que la Virgen era entonces considerada como una criatura sin alma? Sin detenernos más en estas monsergas, recordaremos aquí que ciertas mujeres… procedentes de todas las clases sociales… gozaban en la Iglesia, y a causa de su función en la Iglesia, de un extraordinario poder en la Edad Media. Ciertas abadesas eran señoras feudales cuyo poder se respetaba al igual que el de los demás señores; algunas tenían derecho a portar báculo como los obispos; y con frecuencia administraban vastos territorios con aldeas y parroquias…"— Regine Pernoud

### Mito de que a mulher era inferior ao homem por sua falta de racionalidade
Persiste o mito de que as mulheres eram consideradas pela Igreja Católica seres com racionalidade inferior aos homens (ou mesmo irracionais) e que suas almas foram prejudicadas, levando à conclusão de que as mulheres deveriam estar sujeitas aos homens ou mesmo ser propriedade de seus maridos.  Isto seria em grande parte devido a uma má interpretação do trabalho patrístico e escolástico de autores eclesiásticos como Santo Agostinho de Hipona e São Tomás de Aquino sobre a razão feminina (pelo qual as mulheres manifestariam a racionalidade humana de uma forma diferente da dos homens, embora não por essa razão considerada inferior).
Sobre Agostinho de Hipona, Padres da Igreja, em suas cartas exalta amorosamente muitas mulheres como: Proba, Juliana e sua mãe Santa Mônica. Além disso, na sua obra autobiográfica “ Confissões ”, personificou o seu desejo mais desejado, “A Senhora Continência”, enquanto mulher. Ele também insistiu que todos deveriam ser educados na raça humana, inclusive as mulheres, uma vez que eram consideradas iguais aos homens em capacidade racional. Especificamente, Tomás de Aquino, Doutor da Igreja, é repreendido por uma frase que disse "A mulher é defeituosa e mal nascida", pela qual autores como Helga Harriman e G.G. Scorgie afirmariam que a Igreja piorou as coisas ao sugerir que o mulher era extremamente defeituosa. No entanto, Tomás de Aquino citava Aristóteles, que afirmava que: “Mais uma vez, o homem é por natureza superior e a mulher inferior, um governa e o outro é governado”, porque, pela Caridade argumentativa, na Suma Teológica tratou das doutrinas cristãs começando com objeções (para evitar distorções dos argumentos do oponente) e depois oferecendo respostas às objeções. Quanto à natureza física da mulher, Tomás de Aquino começou por elencar objeções, e uma das objeções eram justamente os argumentos de Aristóteles (confirmando uma teoria científica errônea de sua época), posteriormente, São Tomás repudia esta conclusão biológica elementar dos gregos,. para então apontar que a mulher não é um erro mal gerado ou defeituoso, Deus criou uma boa natureza, e Deus criou a mulher como parte da natureza, portanto, a mulher não era um defeito, enquanto a imagem de Deus não está só no homem, mas também na mulher (sendo provado na natureza, com base no fato de que Deus é um Ser racional, e que a capacidade de pensamento e racionamento que Deus também colocou no homem, mas não só no homem, mas também na mulher, ao contrário dos animais e feras que são guiados pelo instinto e não possuem grande capacidade de raciocínio).

“No que diz respeito à natureza humana em geral, a mulher não é ilegítima, mas está incluída na intenção da natureza dirigida ao trabalho de geração. Agora, a intenção geral da natureza depende de Deus, que é o Autor universal da natureza. Portanto, ao produzir a natureza, Deus formou não só o homem, mas também a mulher (...) A imagem de Deus, no seu sentido principal, ou seja, a natureza intelectual, encontra-se tanto no homem como na mulher.— Santo Tomás de Aquino